# キャサリン・チッジー
キャサリン・チッジー (Catherine Chidgey) は、ニュージーランド国籍の小説家、大学教員。小説8冊、絵本2冊を出版。オッカム・ニュージーランド図書賞にてフィクション部門賞を2度（2017年および2023年）にわたり受賞している。

## 来歴
オークランドに生まれ、ウェリントンに隣接するローワーハットに移り住む。ヴィクトリア大学ウェリントンにてBsc取得（心理学）、BA取得（ドイツ語およびドイツ文学）。1993年、ドイツ学術交流会奨学生としてベルリン自由大学に留学。1997年にヴィクトリア大学に戻り、クリエイティブライティングにてMA取得。
1998年、In a Fishbone Church で小説家としてデビューした。日記つけを習慣とする男を主人公とする本作は「ユーモアとノスタルジア」に満ちた作品だと評価された。本作をもって、1998年度オッカム・ニュージーランド図書賞フィクション部門においてベストファーストブック賞を受賞した。
2003年に刊行した第3作 The Transformation はかつら作りに関する小説であり、「自信のある堂々とした散文」の文体が評価された。
2015年に不妊治療を経て娘を出産し、翌年に第4作となる小説 The Wish Child を刊行した。本作はナチス・ドイツの支配下で暮らす子どもについての物語であり、アメリカで刊行された際には同郷人であるタイカ・ワイティティが監督した同じ主題を扱った映画『ジョジョ・ラビット』(2019) とも比較された。この作品でチッジーはオッカム・ニュージーランド図書賞のフィクション部門賞を受賞している。
2017年に刊行されたThe Beat of the Pendulum: A Found Novel はeメールや会話などのさまざまな断片からなる小説である。
2020年の Remote Sympathy はホロコーストを扱った小説であり、ダブリン文学賞のショートリスト及び女性小説賞ロングリストに入る評価を受けた。この作品はオッカム・ニュージーランド図書賞フィクション部門賞ショートリストにも入っている。
2022年に刊行された The Axeman's Carnival はニュージーランドで牧羊業を営む一家の女性と鳥のかかわりを描いた作品であり、「自然界に対して華麗で崇高な探求」を行っている作品であるとして評価された。ダブリン文学賞ロングリストに入り、『ワシントンポスト』の「注目のフィクション50冊」に選ばれた。チッジーは本作でふたたびオッカム・ニュージーランド図書賞フィクション部門賞を受賞した。
翌年刊行された Pet はウェリントンのカトリック学校における抑圧や教員の依怙贔屓を描いた作品である。前作に引き続きダブリン文学賞ロングリストに入った。『ザ・ニューヨーカー』の「2023年最高の本」のうちの1冊にも選ばれている。
2025年にThe Book of Guilt が刊行予定である。
執筆活動の他、ワイカト大学にて准教授（Associate Professor）を務め、クリエイティブライティングを中心に指導にあたっている。

## 著作

### 小説
- In a Fishbone Church (1998)
- Golden Deeds (2000)
- The Transformation (2003)
- The Wish Child (2016)
- The Beat of the Pendulum: A Found Novel (2017)
- Remote Sympathy (2020)
- The Axeman's Carnival (2022)
- Pet (2023)

### 絵本
- Jiffy, Cat Detective（2019）
- Jiffy's Greatest Hits（2022）

## 出版物以外への受賞、奨励、助成
- キャサリン・マンスフィールド メントン・フェローシップ[21]（2001年）

　  マンスフィールドゆかりのフランス・メントンでのレジデンス滞在を支援するプログラムである。
- モダンレターズ賞（2002年）／ヴィクトリア大学院ウェリントン／クリエイティブライティングMAプログラムの母体であるIIML主催。
- Reverse LivingにてBNZキャサリン・マンスフィールド短編賞（2013年）